# 007 Quantum of Solace
007 Quantum of Solace (ang. Quantum of Solace) – brytyjski film szpiegowski z 2008 roku o przygodach Jamesa Bonda, wyprodukowany przez Eon Productions. Za reżyserię odpowiadał Marc Forster, a za scenariusz Neal Purvis i Robert Wade oraz Paul Haggis. W rolę agenta 007 po raz drugi wcielił się Daniel Craig, a obok niego w rolach głównych wystąpili Olga Kurylenko, Mathieu Amalric, Gemma Arterton, Jeffrey Wright i Judi Dench. Jest to dwudziesta druga produkcja wchodząca w skład serii filmów o Bondzie i bezpośrednia kontynuacja Casino Royale z 2006.
Po wydarzeniach z poprzedniej części Bond pragnie zemsty za śmierć swojej kochanki, Vesper Lynd. Towarzyszy mu Camille Montes, która stara się pomścić śmierć własnej rodziny. Ślad prowadzi ich do wpływowego biznesmena Dominica Greene’a, członka organizacji Quantum, która zamierza przeprowadzić zamach stanu w Boliwii, aby przejąć kontrolę nad ich dostawami wody.
Producent Michael G. Wilson opracował fabułę filmu podczas kręcenia poprzedniej części, a Purvis, Wade i Haggis brali udział w tworzeniu scenariusza. Chociaż Craig i Forster napisali niektóre sceny samodzielnie podczas strajku scenarzystów, nie uwzględniono ich nazwisk w napisach końcowych jako odpowiedzialnych za scenariusz. Tytuł został wybrany spośród opowiadań Iana Fleminga w „For Your Eyes Only”, jednak sam film nie zawiera żadnych elementów tej historii. Zdjęcia do produkcji były przeprowadzane w Meksyku, Panamie, Chile, Włoszech, Austrii i Walii, natomiast wnętrza zbudowano i sfilmowano w Pinewood Studios. Forster miał na celu nakręcenie nowoczesnego filmu, który zawierałby również klasyczne motywy kinowe. Odchodząc od poprzednich złoczyńców Bonda, odrzucił groteskowy wygląd postaci Dominica Greene’a, aby podkreślić ukrytą i tajemniczą naturę. Film zawierał wiele scen przemocy, a badanie przeprowadzone przez Uniwersytet Otago z 2012 roku wykazało, że jest to najbardziej brutalny film z serii.
Premiera Quantum of Solace odbyła się 29 października 2008 roku w Odeon Leicester Square. Film spotkał się z mieszanymi reakcjami krytyków, a recenzenci chwalili głównie występ Craiga i sekwencje akcji w filmie, ale krytykowali ciemniejszy i realistyczny ton, uważając, że film był mniej imponujący niż jego poprzednik. Od września 2016 jest to czwarty najbardziej dochodowy film o Jamesie Bondzie. Bez uwzględnienia inflacji zarobił ponad 589 milionów dolarów na całym świecie i stał się siódmym najbardziej dochodowym filmem 2008 roku.
W 2012 pojawił się kolejny film z serii, Skyfall.

## Streszczenie fabuły
Akcja filmu rozpoczyna się w godzinę po zakończeniu Casino Royale. Po złapaniu pana White’a agent brytyjski James Bond jedzie do Sieny swoim astonem martinem, aby dostarczyć White’a na przesłuchanie, lecz wcześniej musi zgubić pościg jego ludzi, którzy chcą odbić szefa z rąk agenta.
W trakcie przesłuchania pan White wyjawia, że organizacja, która szantażowała Vesper, zmarłą dziewczynę Bonda, jest dużo bardziej rozbudowana i niebezpieczna, niż ktokolwiek mógłby przypuszczać. W tym momencie zdrajca w MI6 – Craig Mitchell – umożliwia White’owi ucieczkę. Bond goni zdrajcę po kanałach, ulicach i dachach Sieny i ostatecznie go zabija. Śledztwo wskazuje na związek zdrajcy z bankiem w Haiti. Podając się za niejakiego Slate’a, Bond poznaje piękną Camille, która pragnie wyrównać własne rachunki z przeszłości. Bond, śledząc tajemniczą kobietę, dociera do Dominika Greene’a, bezwzględnego biznesmena, wysoko postawionego członka tajemniczej organizacji.
Bond podgląda spotkanie między Greene’em a tajemniczą osobą – generałem Medrano z Boliwii. Greene obiecuje, że jego organizacja w ciągu tygodnia zapewni mu władzę i poparcie w Boliwii, w zamian żąda zaś jedynie skrawka pozornie jałowej ziemi. W ramach umowy z generałem Greene oddaje mu Camille. Bond, nie znając planów dziewczyny, ratuje ją z rąk Medrano i jego ludzi. Udaje mu się zgubić ludzi generała. Agent 007 odkrywa, że Greene leci do Austrii.
Na pokładzie samolotu Greene zawiera umowę z CIA, w ramach której w zamian za dostęp do ropy Stany Zjednoczone nie sprzeciwią się przewrotowi w Boliwii. W Austrii Greene uczestniczy w przedstawieniu Toski Pucciniego w operze w Bregencji. Bond podąża jego tropem, w operze zabija członka organizacji i kradnie mu nadajnik do porozumiewania się z terrorystami. W rzeczywistości przedstawienie Toski jest przykrywką dla spotkania członków organizacji o nazwie Quantum. Terroryści omawiają najważniejsze sprawy dotyczące ich globalnych operacji. Bond przerywa spotkanie i robi zdjęcie uciekającym członkom Quantum, które wysyła do M. Wśród spiskowców jest Guy Haines – zaufany doradca premiera Wielkiej Brytanii. W trakcie ucieczki z opery Bond rzekomo zabija agenta służb specjalnych, ochraniającego Hainesa. Z tego powodu M nakazuje sprowadzić agenta 007 z powrotem do siedziby MI6.
Bond, nie mogąc na nikogo liczyć, udaje się z powrotem do Włoch, aby poprosić o pomoc Mathisa, którego podczas wydarzeń z Casino Royale oskarżył o zdradę. Mathis zgadza się jechać z Bondem do Boliwii. Na miejscu brytyjska agentka MI6 Fields ma aresztować Bonda, lecz ten uwodzi ją i nakłania ją do zmiany decyzji. Mathis, używając swoich wpływów, załatwia zaproszenia na spotkanie organizowane przez Greene’a w ruinach jednego z pałaców w La Paz. Podczas spotkania Bond ponownie spotyka Camille, a Fields ratuje Bonda i Camille przed Elvisem – prawą ręką Greene’a i zarazem jego kuzynem. Podczas powrotu do hotelu Bond i Camille zostają zatrzymani przez boliwijską policję, która rani Mathisa. Bond zabija policjantów, a po krótkiej rozmowie z umierającym Mathisem decyduje się udać się wraz z Camille na pustynię, aby odkryć, czym jest projekt „Tierra”, który ma pozwolić Greene’owi i organizacji Quantum kontrolować sytuację w Boliwii. Bond i Camille wypożyczają samolot. Docierają nim do pustyni, którą chce kupić Greene, ale zostają zestrzeleni przez samoloty armii boliwijskiej. Skaczą więc ze spadochronem i trafiają do podziemnego jeziora, w którym korporacja Greene’a magazynuje wodę, w celu wywołania suszy w kraju.
W tym czasie rząd brytyjski nakazuje M zatrzymać Bonda, gdyż „wymknął się spod kontroli”. M wraz z agentami MI6 leci do Boliwii, aby znaleźć Bonda. Bond i Camille wydostają się z podziemnego jeziora i wracają do La Paz. W hotelu Bond odkrywa, że czeka już tam na niego M. Okazuje się, że Greene kazał zamordować agentkę Fields, topiąc ją w ropie. Rozwścieczona M nakazuje agentom aresztować Bonda i zabrać go do Londynu. Jednak w windzie 007 obezwładnia agentów i ucieka, jednocześnie informując M, że Greene ma plany co do Boliwii. M postanawia wesprzeć Bonda i nie słuchać „rad” CIA (którego pracownik jest w zmowie z Greene’em). Bond udaje się po informację do Feliksa Leitera – agenta CIA, którego poznał podczas pokerowej gry w Casino Royale w Czarnogórze. Felix, tym razem wraz z przełożonym Gregorym Beamem, spiskuje z Greene’em i jego organizacją. Ostatecznie Felix wyjawia Bondowi, że Greene chce wesprzeć bunt w Boliwii, przekupując policję oraz dając generałowi Medrano pieniądze na opłacenie wojska. Spotkanie ma się odbyć w hotelu Perla De Las Dunas na pustyni.
Bond i Camille udają się na pustynię i przedostają się do hotelu, kontrolowanego przez wojsko dowodzone przez generała Medrano. Bond szuka Greene’a, Camille zaś generała Medrano – osoby, która dawno temu zabiła całą jej rodzinę. W hotelu wybucha walka, która powoduje jego zniszczenie. Camilla zabija generała Medrano, a Greene, po walce z Bondem, ucieka z płonącego hotelu. Bond wydostaje się z hotelu, ratując przy tym Camille, i dopada rannego Greene’a. Po przesłuchaniu agent 007 postanawia zostawić Greene’a bez wody daleko na pustyni. Dokonawszy zemsty na generale Medrano, Camille żegna się z Bondem na stacji kolejowej. Bond udaje się do Kazania w Rosji, gdzie spotyka Yusefa Kabirę – Algierczyka, narzeczonego Vesper, którego „porwała” organizacja. Okazuje się, że Yusef służył organizacji do uwodzenia agentek i zmuszania ich do współpracy. Bond przesłuchuje Yusefa, po czym spotyka M. Ta informuje go o zastrzelonym na pustyni Greenie oraz o załatwieniu spraw z Amerykanami dotyczących ich interesów z nim. Bond przyznaje się M, że niesłusznie posądzał Vesper o zdradę. Film kończy się prośbą M o powrót Bonda do MI6, na co agent odpowiada, że nigdy nie odszedł. Bond wyrzuca w śnieg naszyjnik Vesper i odchodzi, zdając sobie sprawę, że organizacja Quantum jest wciąż niebezpieczna, pan White pozostaje na wolności.

## Obsada
- Daniel Craig jako James Bond, agent MI6, posiadający status 00, dający mu licencję na zabijanie[8].

- Olga Kurylenko jako Camille Montes, boliwijska agentka, która pragnie zemsty na Greene i Medrano za zamordowanie jej rodziny[9].

- Mathieu Amalric jako Dominic Greene, główny czarny charakter, przywódca organizacji Quantum, wpływowy biznesmen[10]. W filmie Spectre z 2015 roku ujawniono, że był on członkiem tytułowej organizacji, której Quantum jest pododdziałem[11].

- Gemma Arterton jako agentka MI6 Strawberry Fields, która pracuje w brytyjskim konsulacie w Boliwii, zostaje uwiedziona przez Bonda[12].
- Jeffrey Wright jako Felix Leiter, agent CIA, sojusznik Bonda[13].
- Judi Dench jako M, szef MI6. Odgrywa w życiu Bonda rolę matki, mimo wątpliwości co do jego awansu[14].

Ponadto w filmie wystąpili: Giancarlo Giannini jako René Mathis, kontakt Bonda, uniewinniony po błędnym uznaniu za zdrajcę, Anatole Taubman jako Elvis, zastępca Greene’a, Joaquín Cosío jako Medrano, generał na wygnaniu, któremu Greene pomaga odzyskać władzę w zamian za wsparcie swojej organizacji, odpowiedzialny za zamordowanie rodziny Camille, David Harbour jako Gregg Beam, szef oddziału CIA w Ameryce Południowej, Rory Kinnear jako Bill Tanner, doradca M, Tim Pigott-Smith jako brytyjski sekretarz stanu, Fernando Guillén Cuervo jako Carlos, pułkownik policji boliwijskiej, Paul Ritter jako Guy Haines, specjalny wysłannik do premiera i członek Quantum, Neil Jackson jako Edmund Slate, członek Quantum, walczący z Bondem na Haiti, Simon Kassianides jako Yusef Kabira, członek Quantum, który uwodzi agentki i manipuluje nimi, by rozdawały tajne informacje, odpowiedzialny za śmierć Vesper Lynd, Stana Katic jako Corrine Veneau, kanadyjska agentka, Glenn Foster jako Craig Mitchell, ochroniarz M i podwójny agent, Oona Chaplin jako recepcjonistka Perli de las Dunas, uratowana przez Camille Montes, Lucrezia Lante della Rovere jako Gemma, dziewczyna Mathisa, Jesús Ochoa jako porucznik Orso, ochroniarz generała Medrano, a także Jesper Christensen jako Pan White, szef organizacji przestępczej, którego Bond schwytał po tym, jak ukradł pieniądze wygrane w Casino Royale w Czarnogórze.
W rolach cameo pojawili się również meksykańscy reżyserzy Guillermo del Toro i Alfonso Cuaróna (odpowiednio jako boliwijski pilot helikoptera oraz członek armii boliwijskiej), którzy zostali poproszeni o wystąpienie w filmie przez Marca Forstera.

## Produkcja

### Rozwój projektu

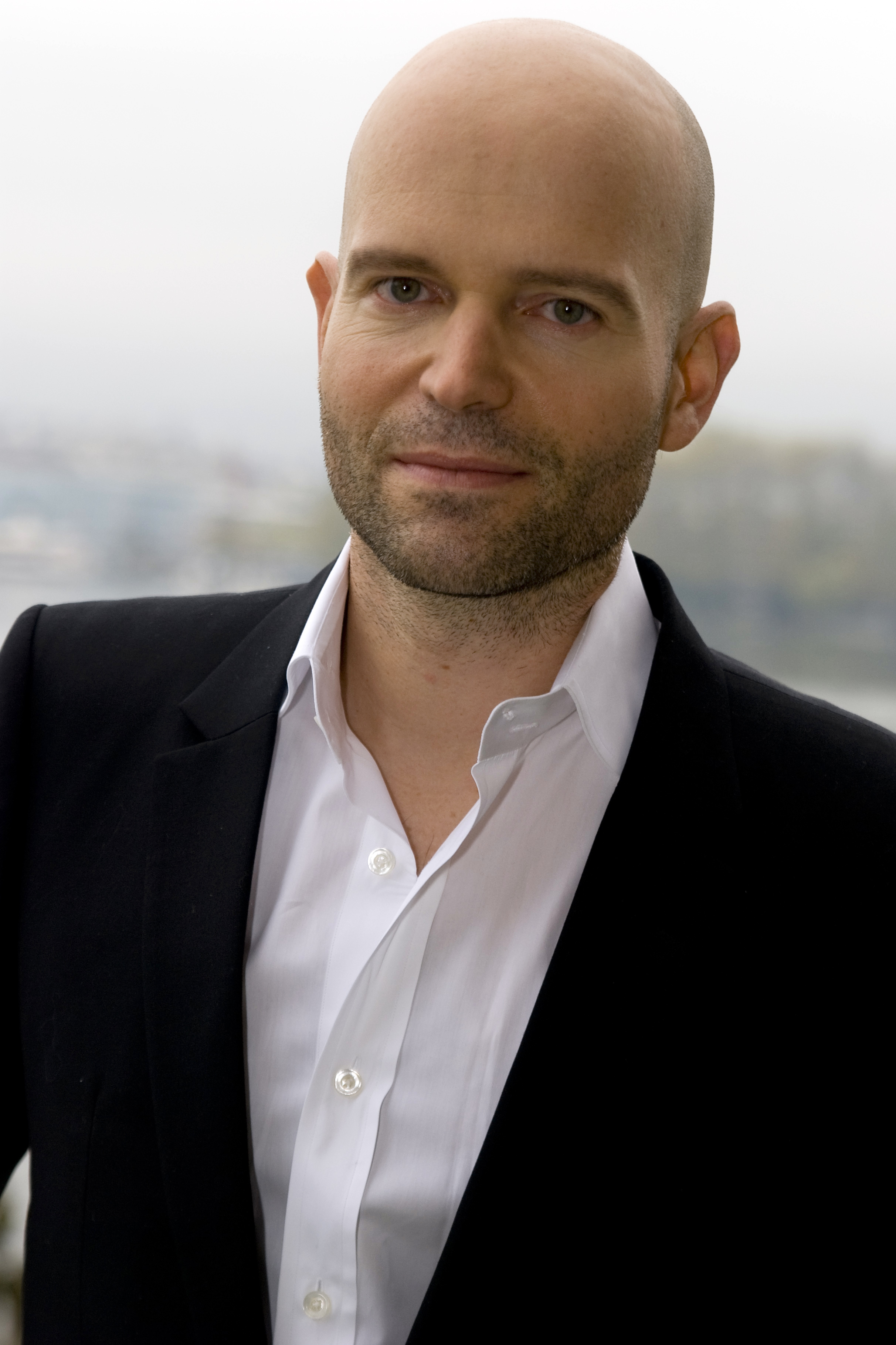
Marc Forster (reżyser filmu)

W październiku 2005 roku, przed rozpoczęciem produkcji Casino Royale, Michael G. Wilson ogłosił, że Neal Purvis i Robert Wade pracują nad scenariuszem do następnego filmu. Celowo napisali oni Casino Royale, aby powiązać go z następnym filmem. W lipcu 2006 roku, kiedy Casino Royale wchodziło w fazę postprodukcji, Eon Productions ogłosiło, że następny film będzie oparty na oryginalnym pomyśle producenta Michaela G. Wilsona. Wcześniej zdecydowano też, że film będzie bezpośrednim sequelem, aby wykorzystać emocje Bonda po śmierci Vesper w poprzednim filmie. Tak jak w Casino Royale tematem przewodnim był terroryzm, tak w sequelu skupiono się na ekologii. Data premiery filmu została potwierdzona na 2 maja 2008 roku. Roger Michell, który współpracował z Craigiem m.in. w filmie Przetrzymać tę miłość, prowadził negocjacje w sprawie wyreżyserowania produkcji, ale zrezygnował z powodu braku scenariusza. Wiceprezes Sony Entertainment, Jeff Blake, przyznał, że 18-miesięczny harmonogram produkcji był zbyt krótki i data premiery została przesunięta na koniec 2008 roku. Purvis i Wade ukończyli swój szkic scenariusza do kwietnia 2007 roku, a Paul Haggis, który poprawiał scenariusz Casino Royale, rozpoczął jego przeróbkę w następnym miesiącu. Prace nad scenariuszem opóźnił strajk scenarzystów w latach 2007–2008, a niektóre sceny napisali samodzielnie Forster i Craig, jednak nie uwzględniono ich jako scenarzystów. Szkic Haggisa nosił pierwotnie tytuł Sleep of the Dead.
W czerwcu 2007 roku potwierdzono, że reżyserią zajmie się Marc Forster. Był zaskoczony, że zaproponowano mu tę pracę, twierdząc, że nie jest wielkim fanem filmów o Bondzie i że nie zgodziłby się na to, gdyby nie spotkanie z Danielem Craigiem. Reżyser chciał, aby produkcja była krótsza od poprzedniej. Kazał też aktorom dokładnie ćwiczyć swoje sceny, ponieważ lubił kręcić sceny w sposób ciągły.
Michael G. Wilson zdecydował się na tytuł Quantum of Solace kilka dni przed jego ogłoszeniem 24 stycznia 2008. Był to tytuł jednego z opowiadań Iana Fleminga z tomu For Your Eyes Only (1960).

### Casting
Daniel Craig zdradził, że przygotowując się do roli dużo trenował, głównie bieganie i boks, aby uniknąć obrażeń, jakich doznał podczas scen kaskaderskich w pierwszym filmie. Craig czuł, że jest bardziej wysportowany, będąc jednocześnie mniej masywnym niż w pierwszym filmie. Podczas kręcenia w Pinewood doznał kontuzji, gdy jedna z osób kopnęła go w twarz, przez co konieczne było osiem szwów i odcięcie czubka palca. Miał również drobną operację plastyczną twarzy. Na początku grudnia 2007, Mathieu Amalric potwierdził w wywiadzie dla magazynu Empire, że pojawi się w 22. produkcji o Jamesie Bondzie jako główny złoczyńca. Początkowo, w roli czarnego charakteru obsadzono holenderskiego aktora Thoma Hoffmana, ale z powodu różnicy poglądów o swojej postaci między nim a producentami został zwolniony. Pod uwagę brano również Bruno Ganza, ale Forster zdecydował, że Amalric nadał postaci odpowiednią „żałosność”. W połowie grudnia 2007, Joaquin Cosío ujawnił, że również pojawi się jako złoczyńca w filmie. W styczniu 2008 ogłoszono, że w filmie pojawi się Gemma Arterton w roli agentki MI6, Strawberry Fields. Według magazynu The Guardian, jest prawdopodobnie najmłodszym szpiegiem, jaki kiedykolwiek pojawił się w filmie o Bondzie. Forster wybrał ją spośród zgłoszonych 1500 kandydatek. Jedna z osób, odpowiedzialnych za casting poprosiła ją na przesłuchanie do roli, widząc jak zagrała postać Rosaline w sztuce Stracone zachody miłości w Globe Theatre. Arterton powiedziała, że Fields „nie jest tak chętna na igraszki” jak inne dziewczyny Bonda, ale zamiast tego jest „świeża i młoda, nie femme fatale”. Opisała też swoją postać jako hołd złożony dziewczynom Bonda z lat 60., porównując swoje włosy do Diany Rigg, która grała Tracy Bond w W tajnej służbie Jej Królewskiej Mości. Arterton musiała sfilmować scenę śmierci swojej postaci pierwszego dnia na planie i była całkowicie pokryta olejem przez dwie godziny. Pełne imię postaci, które jest nawiązaniem do piosenki Beatlesów „Strawberry Fields Forever”, nigdy nie jest wypowiadane na ekranie; kiedy Bond pyta ją o imię, ta przedstawia się jako „Fields”. Tego samego miesiąca ujawniono, że główną rolę kobiecą zagra Olga Kurylenko. Forster wybrał ją, ponieważ spośród 400 kobiet, które przesłuchał, wydawała się najmniej zdenerwowana. Kiedy przeczytała scenariusz, była zadowolona, że nie miała sceny miłosnej z Craigiem; uważała, że odciągnęłoby to uwagę widzów od jej występu. Kurylenko spędziła trzy tygodnie trenując walkę z bronią i nauczyła się formy skakania ze spadochronu w pomieszczeniu, zwanej body flying. Kurylenko powiedziała, że musiała „trenować non-stop od rana do wieczora” do scen akcji. Ujawniła, że nie miała wcześniej takiego ciężkiego treningu do żadnego filmu. Zdradziła również, że dostała zestaw filmów Bonda na DVD, ponieważ na Ukrainie nie było łatwo obejrzeć tę franczyzę. Aktorka za inspirację do swojej postaci obrała kreację Michelle Yeoh w Jutro nie umiera nigdy. Producenci powiedzieli, że zamierzali obsadzić w tej roli aktorkę z Ameryki Południowej, dlatego Kurylenko ćwiczyła hiszpański akcent. Potwierdzono też, że swoje role z poprzedniej części powtórzą Judi Dench, Jeffrey Wright oraz Giancarlo Giannini. Dench powiedziała, że jej postać odegra większą rolę filmie. Ujawniła też, że usłyszymy albo zobaczymy jej męża.

### Zdjęcia

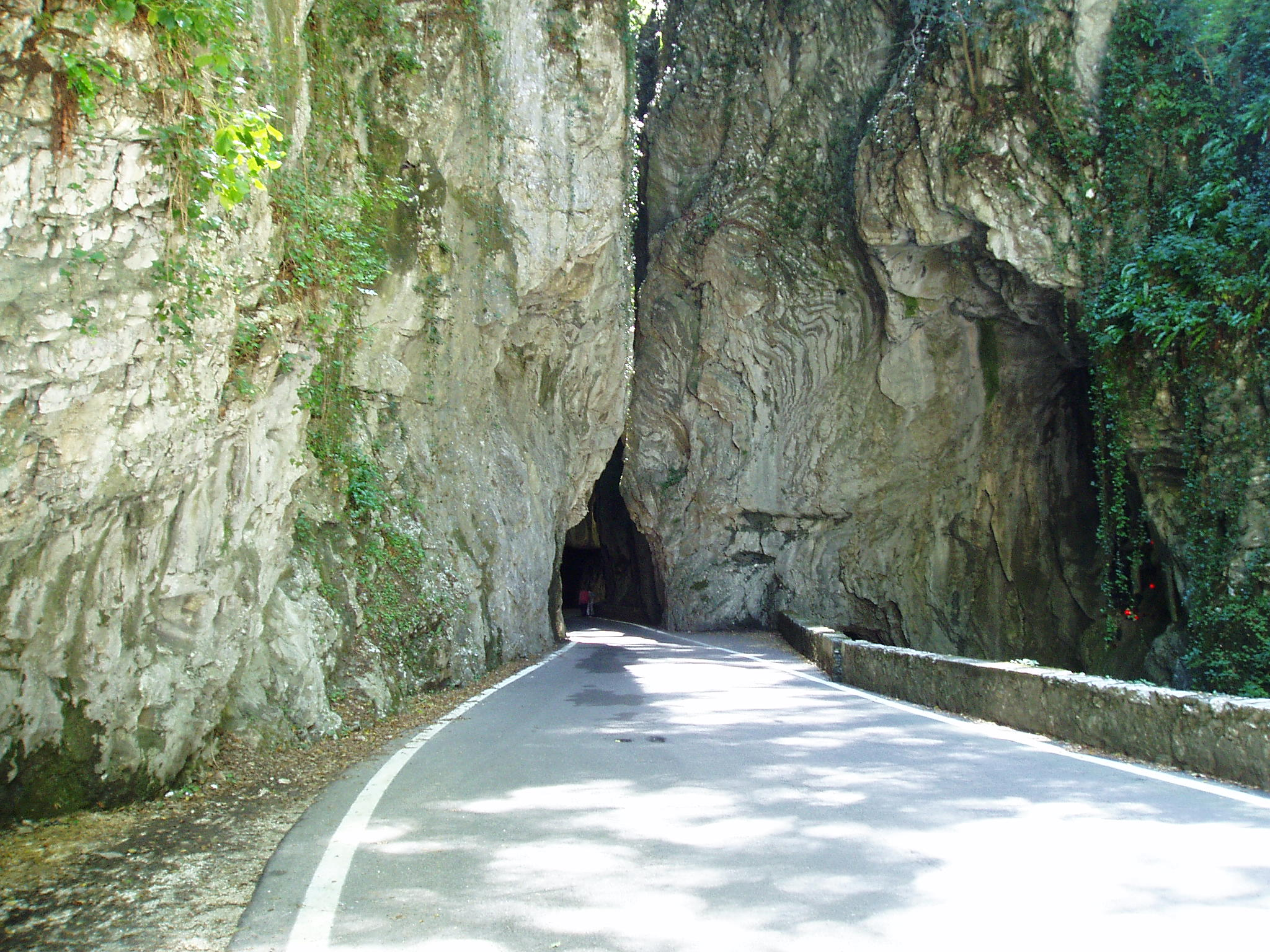
Strada delle Forre w Tremosine, gdzie film się rozpoczyna.

Kręcenie Quantum of Solace odbywało się w sześciu krajach, a odpowiadał za to Roberto Schaefer. Zdjęcia do drugiej części filmu rozpoczęły się we Włoszech podczas wyścigu konnego Palio di Siena 16 sierpnia 2007 roku, choć Forster nie był jeszcze wtedy pewien, czy będzie on pasował do filmu. Niektóre sceny kręcono także w Maratei i Craco, dwóch małych miasteczkach w Basilicata w południowych Włoszech. Inne miejsca, w których przeprowadzono zdjęcia to Madryt w sierpniu 2007; Baja California w Meksyku na początku 2008 roku; Malcesine, Limone sul Garda i Tremosine we Włoszech w marcu oraz w Talamone pod koniec kwietnia tego samego roku. Główne zdjęcia rozpoczęły się na początku stycznia 2008 roku w Pinewood Studios. Scena 007 Stage została wykorzystana do walki w galerii sztuki, a także jako kryjówka MI6 ukryta w miejskich cysternach. Sceny lotniskowe zostały sfilmowane na lotnisku Farnborough, a sceny końcowe zostały w Bruneval Barracks w Aldershot.
Zdjęcia w Panamie rozpoczęły się 7 lutego 2008 roku w Howard Air Force Base. Kraj ten dublował Haiti i Boliwię, a Narodowy Instytut Kultury Panamy zastąpił boliwijski hotel. W pobliskim Colón nakręcono również sekwencję, wymagającą udziału kilkuset statystów. Krajowi urzędnicy chcieli zminimalizować niedogodności dla obsady i ekipy, a w zamian mieli nadzieję, że obecność miasta w filmie zwiększy ruch turystyczny. Ekipa miała przenieść się do Cusco w Peru na dziesięć dni zdjęciowych 2 marca, ale zostało to odwołane z powodów finansowych. Dwanaście dni zdjęciowych w Chile rozpoczęło się 24 marca w Antofagasta. Zdjęcia kręcono w Cobija, obserwatorium Paranal i innych miejscach na pustyni Atakama.

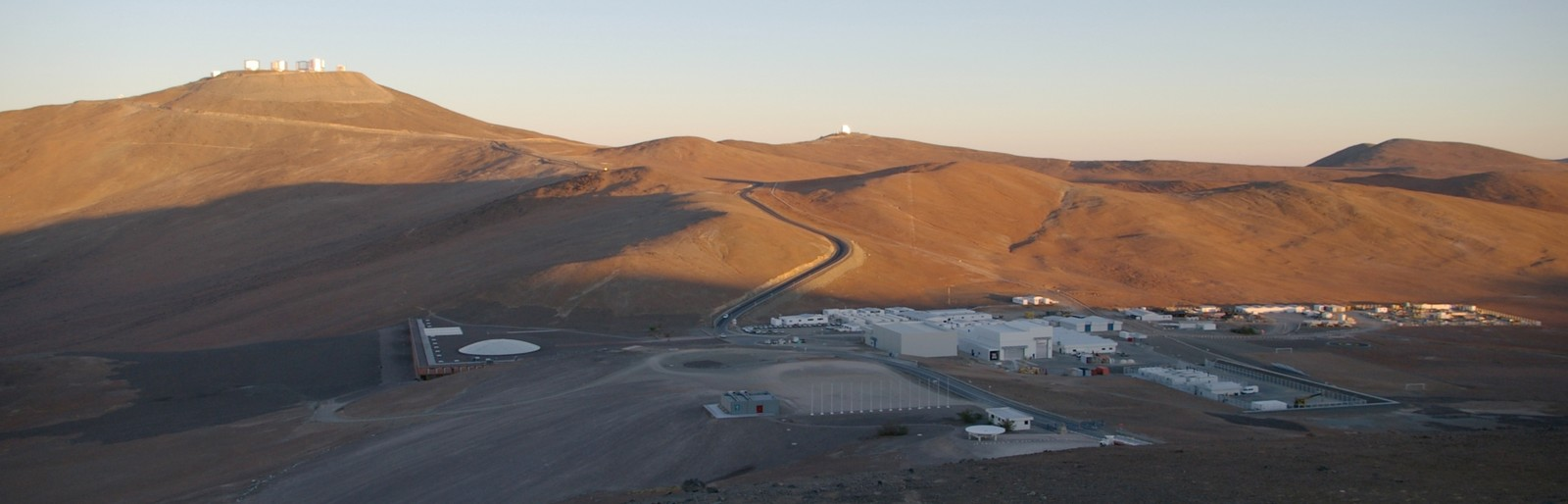
Obserwatorium Paranal na pustyni Atakama, gdzie kręcono sceny finałowe.

Podczas kręcenia w Sierra Gorda, lokalny burmistrz, Carlos Lopez, zorganizował protest, ponieważ był zły na to, że filmowcy przedstawili region Antofagasta jako część Boliwii. Został aresztowany, krótko przetrzymywany, a dwa dni później postawiony przed sądem. Eon odrzuciło jego oskarżenie, że potrzebowali jego pozwolenia na filmowanie w tym rejonie. Michael G. Wilson wyjaśnił, że Boliwia była odpowiednia dla fabuły, ze względu na historię problemów z wodą w tym kraju.
Od 4 do 12 kwietnia 2008 kręcono sekwencje na sieneńskich dachach. Okazało się to tańsze niż budowanie ich w Pinewood. Kolejne cztery tygodnie zaplanowano na kręcenie pościgu samochodowego nad jeziorem Garda i w Carrarze. W drugiej połowie kwietnia, pracownik firmy Aston Martin, dostarczający sportowego DBS-a na plan filmowy rozbił się wpadając do jeziora. Przeżył, ale został ukarany mandatem w wysokości 400 funtów za nieostrożną jazdę. 23 kwietnia dwóch kaskaderów zostało poważnie rannych, przy czym jeden z nich, Grek Aris Comninos, musiał zostać umieszczony na oddziale intensywnej terapii, ale doszedł do siebie. Filmowanie zostało tymczasowo wstrzymane, aby włoska policja mogła zbadać przyczyny wypadków.
Od 29 kwietnia do 9 maja 2008 roku zdjęcia przeprowadzano w operze na wodzie w austriackiej Bregencji. Sekwencja, w której Bond ściga złoczyńców podczas opery Tosca wymagała udziału 1500 statystów. Krótka sekwencja jazdy samochodem została nakręcona w pobliskim Feldkirch. Ekipa powróciła do Włoch w dniach 13–17 maja, aby nakręcić wypadek samochodowy w kamieniołomie marmuru w Carrarze. 1000 statystów zostało zatrudnionych do sceny, w której Bond wyłania się z Fonte Gaia. Pierwotnie scena ta miała odbywać się przy katedrze w Sienie, ale uznano to za brak szacunku. W czerwcu ekipa wróciła na cztery tygodnie do Pinewood, gdzie zbudowano nowe plany zdjęciowe. Zdjęcia zakończyły się 21 czerwca tego samego roku.
Scenograf Peter Lamont, który pracował przy 18 poprzednich filmach z Bondem, przeszedł na emeryturę po Casino Royale. Forster zatrudnił na jego miejsce Dennisa Gassnera, podziwiając jego pracę przy Truman Show i filmach braci Coen. Gassner całkowicie przeprojektował siedzibę MI6, ponieważ uważał, że Judi Dench „była trochę zmęczona w ostatnim filmie”, i postanowił stworzyć jej „nowy świat”.
Za kostiumy odpowiadały Louise Frogley oraz Lindy Hemming, która pracowała przy serii od filmu Golden Eye. Za garnitury Bonda odpowiadał dom mody Brioni oraz Tom Ford. Pugh powiedział, że kostiumy nawiązują do stylu lat 60. i jest to ukłonem w stronę Bonda, granego przez Seana Connery’ego. Włoski dom mody Prada dostarczył sukienki dla obu dziewczyn Bonda. Jasper Conran zaprojektował rudą bandeau Camille, brązową spódnicę i naszyjnik ze złotą rybką, a marka Chrome Hearts zaprojektowała gotycką biżuterię dla postaci Amalrica. Sophie Harley, która stworzyła kolczyki Vesper Lynd i algierski naszyjnik z węzłem miłosnym w Casino Royale, została poproszona o stworzenie innej wersji naszyjnika.

### Postprodukcja

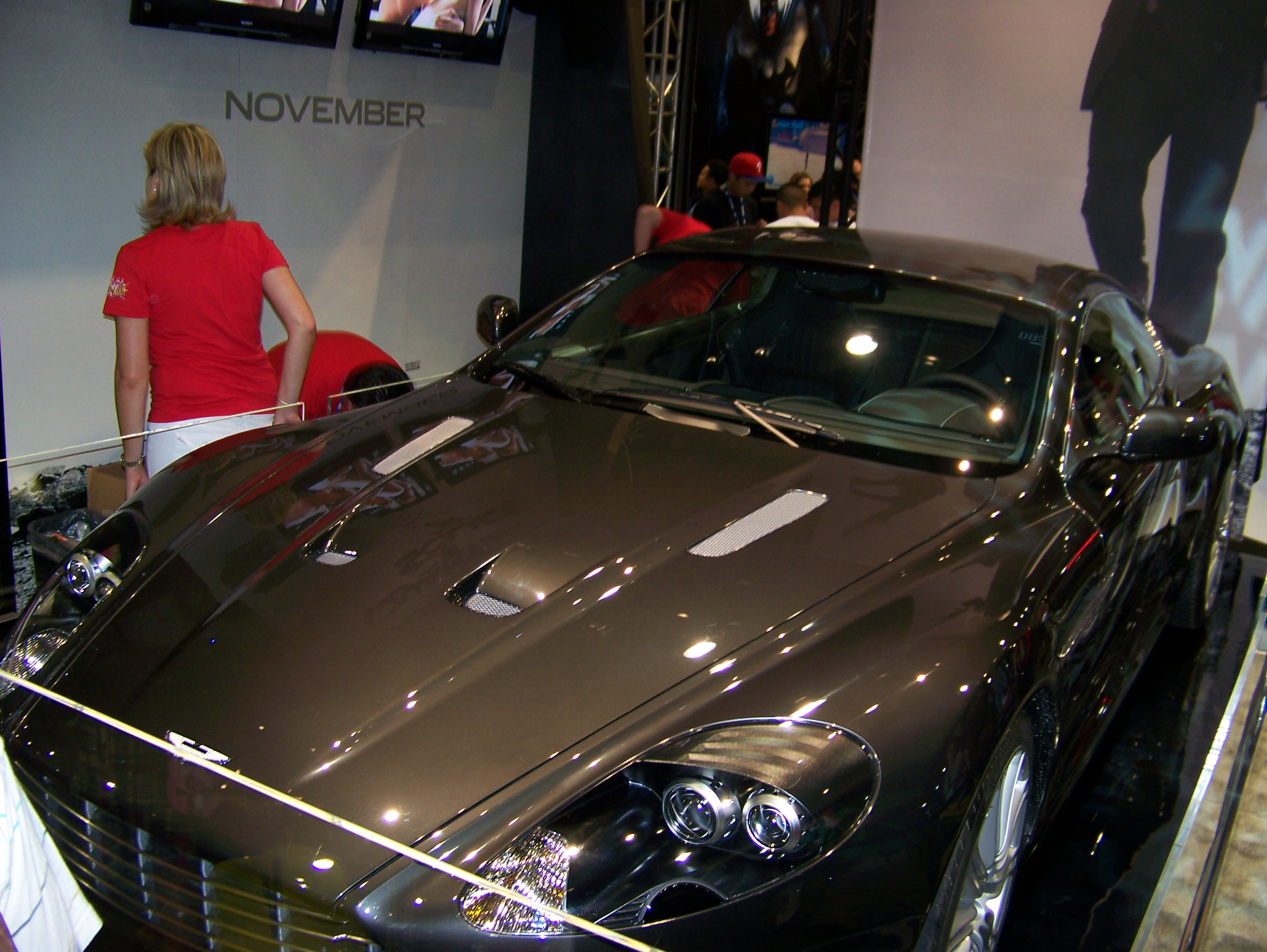
Aston Martin DBS V12 użyty w filmie, podczas wystawy na San Diego Comic-Con 2008.

Quantum of Solace był ostatnim z trzech filmów we współpracy z firmą Ford Motor (począwszy od Śmierć nadejdzie jutro). Chociaż Ford sprzedał firmę Aston Martin w 2007 roku, Aston Martin DBS V12 powrócił w filmie do pościgu samochodowego wokół jeziora Garda. Do pościgu otwierającego film zamierzano początkowo użyć Forda GT, ale zastąpiono go Alfą Romeo 159. Po zakończeniu zdjęć we Włoszech, dalsze sceny z udziałem Craiga, samochodów i ciężarówki zostały nakręcone w Pinewood na tle niebieskiego ekranu. Pierwotnie w sekwencji miały wystąpić trzy Alfy Romeo, ale Forster uznał, że scena jest zbyt długa i przeedytował ją tak, żeby wyglądała jakby Bonda goniły tylko dwa samochody.
Aby nakręcić pościg w Sienie w kwietniu 2008 roku, w mieście zbudowano cztery dźwigi kamerowe, użyto również kamery kablowej. Podczas filmowania walki w galerii sztuki, dubler Craiga przypadkowo spadł z rusztowania budowlanego.
Aby sfilmować walki powietrzne, zbudowano kamerę „Snakehead”, którą umieszczono na nosie i ogonie samolotu Piper Aerostar 700. Firma SolidWorks, która dostarczyła oprogramowanie użyte do zaprojektowania kamery, stwierdziła, że „piloci po raz pierwszy mogą latać tak agresywnie, jak tylko się odważą, nie tracąc przy tym dramatyzmu ujęcia”. Kamera mogła obracać się o 360 stopni i miała kształt peryskopu. Ekipa zamontowała również kamery na helikopterach. Forster chciał sfilmować bitwę powietrzną jako hołd dla filmu Alfreda Hitchcocka Północ, północny zachód i wybrał samoloty takie jak Douglas DC-3, aby do tego pasowały.
Reżyser Marc Forster nie chciał kręcić sceny swobodnego spadania używając zielonego ekranu. Użyto tunelu powietrznego w Bodyflight, który daje takie same efekty jak skoki spadochronowe. Daniel Craig i Olga Kurylenko nagrali te sceny bez kaskaderów. Wykorzystano osiem kamer Dalsa Origin oraz kilka innych (łącznie 17 kamer), aby stworzyć wirtualną kamerę, za pomocą której można było filmować aktorów unoszących się w symulatorze. Podczas zdjęć w tunelu aerodynamicznym Craig i Kurylenko nosili odporne na wiatr soczewki kontaktowe, które umożliwiały im otwieranie oczu podczas spadania. Dla bezpieczeństwa i wygody kręcili tylko przez 30 sekund naraz. Montażem zajęli się Matt Chessé oraz Richard Pearson.

### Efekty specjalne
Za efekty specjalne odpowiadali Chris Corbould oraz Kevin Tod Haug, a zrealizowały je studia Double Negative, The Moving Pictures Company, Framestore, DNEG, Machine FX oraz MK12.
W filmie tradycyjna sekwencja z lufą karabinu została przeniesiona na koniec, co Wilson tłumaczył jako coś niespodziewanego. Miała to też być informacja, że historia z poprzedniego filmu jest bezpośrednio kontynuowana. Napisy początkowe zostały stworzone przez MK12. Mając za sobą pracę nad filmami Forstera Stranger than Fiction i The Kite Runner, MK12 rozpoczęło prace nad tą sekwencją na wczesnym etapie i miało dobry pomysł na jej wygląd, dzięki czemu nie trzeba było jej przerabiać, gdy zmieniono tytułową piosenkarkę. MK12 wybrało różne kolory zmierzchu, które miały reprezentować nastrój Bonda. MK12 pracowało także nad scenami z graficznymi interfejsami użytkownika, w tym nad elektronicznym stołem, którego używa MI6.
Kulminacyjną sekwencję w hotelu zrealizowała firma The Moving Picture Company. Nad efektami ognia czuwał Chris Corbould, a w postprodukcji MPC musiało wzmocnić sekwencję poprzez przybliżenie ognia do aktorów, by wyglądał bardziej groźnie. Do eksplodującej części hotelu, z której uciekają Bond i Camille, użyto pełnowymiarowej repliki zewnętrznej części budynku. Nad pościgiem łodzią pracowało studio Machine FX. Dodało ono w kilku ujęciach z kaskaderami cyfrową wersję głowy Craiga i odtworzyło łodzie, które Bond przeskakuje na motocyklu, aby wyglądało to bardziej niebezpiecznie. Do sceny, kiedy odgrywano sztukę Tosca, Machine FX stworzyło tłum ludzi. Forster zmontował scenę w operze tak, aby przypominała Człowieka, który wiedział za dużo.
Double Negative odpowiadało m.in. za sceny swobodnego spadania, walkę powietrzną z udziałem samolotów DC-3 oraz Marchetti oraz dodatkowe efekty specjalne samolotów i pojazdów, opracowując łącznie ponad 340 ujęć. Framestore opracowało całą scenę pościgu po dachach w Sienie.
W sumie w Quantum of Solace jest ponad 900 ujęć z efektami wizualnymi.

## Muzyka
Za ścieżkę dźwiękową odpowiadał David Arnold, który skomponował muzykę do poprzednich czterech filmów o Bondzie. Arnold stworzył muzykę na podstawie swoich wrażeń po przeczytaniu scenariusza, a Forster wkomponował ją w odpowiednie momenty filmu. Podobnie jak w przypadku Casino Royale, Arnold ograniczył wykorzystanie „James Bond Theme” do minimum. Przy pracy nad utworem „Crawl, End Crawl”, granym podczas napisów końcowych, Arnold współpracował z Kieranem Hebdenem.
Jack White z zespołu The White Stripes i Alicia Keys opracowali utwór „Another Way to Die”, który był pierwszym duetem, wybranym jako piosenka przewodnia w historii filmów o Bondzie. Chcieli pracować razem już dwa lata wcześniej. Piosenka została nagrana w Nashville; White zagrał na perkusji, a Keys na fortepianie.
| „Quantum of Solace: Original Motion Picture Soundtrack” – 2008 | „Quantum of Solace: Original Motion Picture Soundtrack” – 2008 | „Quantum of Solace: Original Motion Picture Soundtrack” – 2008 |
| Nr                                                             | Tytuł utworu                                                   | Długość                                                        |
| -------------------------------------------------------------- | -------------------------------------------------------------- | -------------------------------------------------------------- |
| 1.                                                             | „Time to Get Out”                                              | 3:28                                                           |
| 2.                                                             | „The Palio”                                                    | 4:59                                                           |
| 3.                                                             | „Inside Man”                                                   | 0:38                                                           |
| 4.                                                             | „Bond in Haiti”                                                | 0:35                                                           |
| 5.                                                             | „Somebody Wants to Kill You”                                   | 2:17                                                           |
| 6.                                                             | „Greene & Camille”                                             | 2:13                                                           |
| 7.                                                             | „Pursuit at Port au Prince”                                    | 5:58                                                           |
| 8.                                                             | „No Interest in Dominic Greene”                                | 2:44                                                           |
| 9.                                                             | „Night at the Opera”                                           | 3:02                                                           |
| 10.                                                            | „Restrict Bond’s Movements”                                    | 1:31                                                           |
| 11.                                                            | „Talamone”                                                     | 0:35                                                           |
| 12.                                                            | „What’s Keeping You Awake”                                     | 1:41                                                           |
| 13.                                                            | „Bolivian Taxi Ride”                                           | 0:49                                                           |
| 14.                                                            | „Field Trip”                                                   | 0:41                                                           |
| 15.                                                            | „Forgive Yourself”                                             | 2:26                                                           |
| 16.                                                            | „DC3”                                                          | 1:15                                                           |
| 17.                                                            | „Target Terminated”                                            | 3:54                                                           |
| 18.                                                            | „Camille’s Story”                                              | 3:59                                                           |
| 19.                                                            | „Oil Fields”                                                   | 2:29                                                           |
| 20.                                                            | „Have You Ever Killed Someone?”                                | 1:33                                                           |
| 21.                                                            | „Perla de las Dunas”                                           | 8:08                                                           |
| 22.                                                            | „The Dead Don’t Care About Vengeance”                          | 1:14                                                           |
| 23.                                                            | „I Never Left”                                                 | 0:40                                                           |
| 24.                                                            | „Another Way to Die”                                           | 4:24                                                           |

## Marketing
Partnerami lokowania produktu byli m.in. Ford, Heineken, Smirnoff, Omega SA, Virgin Atlantic i Sony Ericsson. Film zarobił na tym 50 milionów funtów, co jest rekordem wśród filmów o Bondzie (poprzedni wynosił 44 miliony funtów za Die Another Day). Jeden z samochodów, Ford Ka z 2009 roku jest prowadzony w filmie przez Camille. Avon stworzył zapach o nazwie Bond Girl 007 z Gemmą Arterton jako twarz produktu. Coca-Cola została partnerem promocyjnym, zmieniając nazwę produktu „Coke Zero” na „Coke Zero Zero 7”.
Firma Corgi International Limited wykonała 5-calowe figurki i gadżety (takie jak aktówka aktywowana głosem), a także tradycyjne odlewane pojazdy zabawkowe. Stworzyła także 7-calowe figurki postaci z poprzednich filmów. Scalextric wypuściło cztery zestawy samochodów wyścigowych z filmu. Activision wydało swoją pierwszą grę o Jamesie Bondzie, również zatytułowaną Quantum of Solace, która jest oparta zarówno na Casino Royale, jak i Quantum of Solace. Jest to pierwsza gra o Bondzie z podobizną Craiga i pierwsza gra konsolowa siódmej generacji z tej serii. Firma Swatch zaprojektowała serię zegarków na rękę, z których każdy inspirowany był złoczyńcą z filmu.

## Wydanie
Światowa premiera filmu odbyła się 29 października 2008 roku w Odeon Leicester Square. Wzięli w niej udział książę Harry oraz książę William, a dochód został przekazany organizacjom charytatywnym „Help for Heroes” i „Royal British Legion”. Film pierwotnie miał się ukazać w Wielkiej Brytanii i Ameryce Północnej 7 listopada, jednak Eon zdecydowało się przesunąć brytyjską premierę na 31 października, natomiast amerykańska premiera została przesunięta na 14 listopada, po tym jak przełożono film Harry Potter i Książę Półkrwi na 2009 rok. W Australii premiera została przyspieszona o tydzień, na 19 listopada, po tym jak 20th Century Fox zdecydowało się wydać Australię w dniu oryginalnej premiery Quantum of Solace, 26 listopada. Premiera polska miała miejsce 7 listopada 2008.
Film został wydany na DVD i Blu-ray przez MGM za pośrednictwem 20th Century Fox Home Entertainment w Australii, Wielkiej Brytanii i Ameryce Północnej między 18 a 24 marca 2009 roku. Produkcja zarobiła ponad 21 mln dolarów z 1,21 mln sprzedanych egzemplarzy na nośniku DVD. Do 28 czerwca 2009 roku sprzedano ponad 2,5 mln płyt DVD, co przyniosło ponad 42,5 mln dolarów przychodu. Płyty DVD zostały wydane zarówno w standardowym jednopłytowym zestawie, jak i dwupłytowym wydaniu specjalnym. Na tych wydaniach nie ma komentarzy audio ani usuniętych scen.

## Odbiór

### Box office
W dniu otwarciu w Wielkiej Brytanii film zarobił 8 mln dolarów, pobijając poprzedni rekord, należący do Harry’ego Pottera i Czary Ognia. Podczas weekendu otwarcia film zarobił 25 milionów dolarów, przebijając poprzedni rekord, który również należał do czwartej części Harry’ego Pottera. Produkcja zarobiła ponad 18 mln dolarów we Francji i Szwecji. Weekendowa suma 10,6 miliona dolarów we Francji była rekordem dla serii, przewyższając o 16% to, co w ciągu pięciu dni zarobiło Casino Royale. 2,7 miliona dolarów było czwartym co do wielkości otwarciem w Szwecji.
W następnym tygodniu film był grany w sześćdziesięciu krajach. 7 listopada 2008 roku film zarobił 39,3 miliona dolarów w Wielkiej Brytanii, 16,5 miliona dolarów we Francji i 7,7 miliona dolarów w Niemczech. Film pobił rekordy popularności w Szwajcarii, Finlandii, Zjednoczonych Emiratach Arabskich, Nigerii, Rumunii i Słowenii. Jego otwarcia w Chinach i Indiach były drugie co do wielkości w historii filmów obcojęzycznych.
Film zarobił 27 milionów dolarów w dniu otwarcia w prawie 3,5 tys. kin w Kanadzie i Stanach Zjednoczonych oraz ponad 67,5 mln dolarów w pierwszy weekend. Był to największy dochód z filmu o Bondzie w weekend otwarcia w USA (aż do Spectre). W Polsce produkcja zarobiła niecałe 5 mln dolarów. Film zarobił 168,4 mln dolarów w Kanadzie i USA oraz 421,2 mln dolarów na innych terytoriach, w sumie 589,6 mln dolarów.

### Reakcje krytyków
Film spotkał się z mieszanymi recenzjami krytyków. W serwisie Rotten Tomatoes 64% z 299 recenzji uznano za pozytywne, a średnia ocen wystawionych na ich podstawie wyniosła 6,2/10. Na agregatorze Metacritic średnia ważona ocen z 48 recenzji wyniosła 58 punktów na 100 punktów. Odbiorcy ankietowani przez CinemaScore przyznali filmowi średnią ocenę „B-” w skali od A+ do F, co czyni go najniżej ocenionym filmem z ery Craiga.
Krytyk filmowy Gilbert Cruz wymienił początkową sekwencję filmu jako ósmy największy pościg samochodowy w historii kina. Roger Moore, trzeci aktor, który grał Bonda, powiedział, że Daniel Craig był „cholernie dobrym Bondem, ale film jako całość miał trochę za dużo migawkowych cięć i brakowało akcji. Nie było tam żadnej geografii i zastanawiałeś się, co się do cholery dzieje”. Kim Newman z magazynu „Empire” dał filmowi ocenę 4/5, zauważając, że nie jest „większy i lepszy niż Casino Royale, co może być mądrym posunięciem, ponieważ na końcu wciąż jest poczucie, że misja Bonda ledwo się rozpoczęła”. Wyraził jednak nostalgię za bardziej humorystycznymi filmami o Bondzie. Peter Bradshaw z magazynu „The Guardian” przyznał filmowi 3 gwiazdki i szczególnie pochwalił grę Craiga, mówiąc, że „uczynił tę część swoją własną, w każdym calu chłodno bezwzględny agent-zabójca, pielęgnujący złamane serce i tłumioną wściekłość” i nazywając film „zderzeniem z Bondem, które miało dużo akcji, mało żartów, dużo przepychu, mało lokowania produktu”. Podkreślił też, że „Quantum of Solace nie jest tak dobre jak Casino Royale: inteligentna elegancja podczas debiutu Bonda Daniela Craiga została stonowana na rzecz konwencjonalnej akcji. Ale to on sam napędza ten film, on go niesie, a to niesłychanie trudne zadanie dla aktora. Craig daje radę”. W recenzji „The Sunday Times” zauważono, że „podążanie za Casino Royale nigdy nie miało być łatwe, ale reżyser Marc Forster sprowadził udane wznowienie marki z powrotem na ziemię – ziewnięciem”; scenariusz „jest momentami niezrozumiały”, a obsada „jest w rozsypce”. Recenzja kończy się konkluzją, że „Bond został pozbawiony swojego ikonicznego statusu. Nie reprezentuje już niczego szczególnie brytyjskiego, ani nawet nowoczesnego. Zamiast stylu dostajemy lokowanie produktu, a w miejsce fantazji – zbędny i głupi realizm”. Tim Robey z „The Daily Telegraph” ocenił film pozytywnie. Pochwalił krótszy czas trwania filmu, twierdząc, że wiele innych filmów o Bondzie, w tym Casino Royale, wyczerpuje się przed końcem. Opisując film jako posiadający „solidny jak skała dramatyczny pomysł i inteligencję, by go zrealizować”, dał filmowi cztery gwiazdki na pięć możliwych. Derrek Elley z portalu Variety napisał, że jest to „najkrótszy i z pewnością najgęstszy w akcji Bond w historii”, określając go „bardziej jako rozszerzenie historii z Casino Royale, niż samodzielny film”. Ray Benett z magazynu „The Hollywood Reporter” ocenił film bardzo pozytywnie, stwierdzając, że „Film, trwający prawie 40 minut krócej niż rozdęte Casino Royale powinien zrobić furorę na całym świecie”. Podkreślił także, że „widzowie spragnieni zastrzyku adrenaliny będą zachwyceni”.
Krzysztof Michałowski z portalu Filmweb wystawił ocenę 7 gwiazdek na 10 możliwych, twierdząc, że „to, że nawiązuje do poprzedniej części, jest jego siłą, ale i słabością”. Podkreślił jednak, że filmowi brakuje „puenty i solidnego przytupu na koniec” i nazwał go „cierpkim smakiem zemsty”. Marcin Andrys na stronie paradoks.net ocenił film na 5/10 i napisał: „Craig w roli Bonda czuje się niezmiernie pewnie i praktycznie to on rządzi i dzieli na ekranie. Pozostała część obsady znajduje się w jego cieniu” i stwierdził, że film „nie powinien zawieść fanów agenta 007, ogląda się miło i przyjemnie”. Michał Matuszewski z gadzetomania.pl napisał, że jest to „film brutalny, ale bynajmniej nie za sprawą przemocy na ekranie – nie ma jej więcej niż w innych filmach cyklu. Brutalna jest sama forma i kreacja bohatera. Bond Craiga to cyniczna maszyna do zabijania – a przecież wiemy, że ma uczucia”, nazywając film „Szpieg, który się zmienił”. Rafał Donica z portalu film.org.pl ocenił film negatywnie, szczególnie krytykując sceny akcji oraz dialogi. Określił go mianem „licencji na zabijanie scen akcji”.

## Nagrody i nominacje
| Nagroda                               | Kategoria                                   | Nominowani                                                                    | Wynik     | Źródło          |
| ------------------------------------- | ------------------------------------------- | ----------------------------------------------------------------------------- | --------- | --------------- |
| Nagroda Brytyjskiej Akademii Filmowej | Najlepsze efekty specjalne                  | Chris Corbould, Kevin Tod Haug                                                | Nominacja | [ 189 ]         |
| Nagroda Brytyjskiej Akademii Filmowej | Najlepszy dźwięk                            | Eddie Joseph, Mike Prestwood Smith, Mark Taylor, Jimmy Boyle, Martin Cantwell | Nominacja | [ 189 ]         |
| Nagroda Satelita                      | Najlepsza muzyka oryginalna                 | David Arnold                                                                  | Nominacja | [ 190 ] [ 191 ] |
| Nagroda Satelita                      | Najlepsza piosenka oryginalna               | „Another Way To Die” (Jack White, Alicia Keys)                                | Wygrana   | [ 190 ] [ 191 ] |
| Nagroda Satelita                      | Najlepsze efekty specjalne                  | Chris Corbould, Kevin Tod Haug                                                | Nominacja | [ 190 ] [ 191 ] |
| Nagroda Satelita                      | Najlepszy montaż                            | Matt Chessé, Richard Pearson                                                  | Nominacja | [ 190 ] [ 191 ] |
| Nagroda Satelita                      | Najlepszy dźwięk                            | Eddie Joseph, Mike Prestwood Smith, Mark Taylor, Jimmy Boyle, Martin Cantwell | Nominacja | [ 190 ] [ 191 ] |
| Critics’ Choice Awards                | Najlepszy film akcji                        | 007 Quantum of Solace                                                         | Nominacja | [ 192 ]         |
| People’s Choice Award                 | Ulubiona piosenka                           | „Another Way To Die” (Jack White, Alicia Keys)                                | Nominacja | [ 193 ]         |
| Empire Awards                         | Najlepszy aktor                             | Daniel Craig                                                                  | Nominacja | [ 194 ]         |
| Empire Awards                         | Najlepsza aktorka                           | Olga Kurylenko                                                                | Nominacja | [ 194 ]         |
| Empire Awards                         | Najlepszy debiut                            | Gemma Arterton                                                                | Nominacja | [ 194 ]         |
| Empire Awards                         | Najlepszy thriller                          | 007 Quantum of Solace                                                         | Nominacja | [ 194 ]         |
| Empire Awards                         | Najlepsza ścieżka dźwiękowa                 | „Quantum of Solace: Original Motion Picture Soundtrack”                       | Nominacja | [ 194 ]         |
| Nagroda Saturn                        | Najlepszy film akcji/przygodowy/thriller    | 007 Quantum of Solace                                                         | Nominacja | [ 195 ]         |
| Nagroda Saturn                        | Najlepsza aktorka drugoplanowa              | Judi Dench, Olga Kurylenko                                                    | Nominacja | [ 195 ]         |
| Visual Effects Society Awards         | Najlepsza kompozycja w filmie fabularnym    | Anthony Smith, Christian Kaestner, Adrian Metzelaar, Jon Thum                 | Nominacja | [ 196 ] [ 197 ] |
| Digital Spy Movie Awards              | Najlepszy aktor                             | Daniel Craig                                                                  | Nominacja | [ 198 ]         |
| Digital Spy Movie Awards              | Najlepszy blockbuster                       | 007 Quantum of Solace                                                         | Nominacja | [ 198 ]         |
| Las Vegas Film Critics Society Awards | Najlepsza piosenka                          | „Another Way To Die” (Jack White, Alicia Keys)                                | Nominacja | [ 199 ]         |
| Amerykańska Gildia Scenografów        | Najlepsza scenografia w filmie współczesnym | Dennis Gassner                                                                | Nominacja | [ 200 ]         |
| Golden Trailer Awards                 | Najlepszy plakat                            | 007 Quantum of Solace                                                         | Nominacja | [ 201 ]         |
| Golden Reel Awards                    | Najlepszy montaż dźwięku                    | Glen Gathard                                                                  | Nominacja | [ 202 ]         |